# Efren C. Piñon
Efren C. Piñon és un director de cinema i escriptor de les Filipines. El cos principal de la seva carrera va començar a principis de la dècada de 1970 i va durar fins a finals dels noranta. Ha treballat amb actors com Fred Williamson, Tony Ferrer, Leo Fong i Vic Diaz. El seu treball com a director inclou Gangsters daw kami! el 1971, Ninja Assassins el 1976 Blind Rage el 1977, Shoot the Killer el 1981 i Bandido el 1997. Una part important de les seves pel·lícules són de tipus acció-explotació.

## Carrera

### Dècades de 1970-1980
Va dirigir la pel·lícula de 1976, The Interceptors, que comptava amb Tony Ferrer, Ramon Zamora, George Estregan, Edna Diaz, Paquito Diaz, Charlie Davao, Vic Diaz i Max Alvarado. . Va ser una entrada al Festival de Cinema de Metro Manila de 1976. Va dirigir dues pel·lícules que comptaven amb Leo Fong. Van ser Enforcer from Death Row el 1976 i Blind Rage el 1977. Blind Rage que també comptava amb Fred Williamson, Tony Ferrer i D'Urville Martin, era una història sobre cinc cecs que intentaven robar un banc. Akyat Bahay Gang es va publicar el 1988. La pel·lícula protagonitzada per Lito Lapid, Dick Israel, Chuck Perez, Jean Saburit, Zandro Zamora i Paquito Diaz tractava d'un jove carnavalista que fa una mala elecció a la seva vida.
La seva pel·lícula de 1996 Seth Corteza parlava d'un home que hereta de l’inframón criminal. Vol fer canvis i s'enfronta als perills que se'n deriven. La pel·lícula va protagonitzar Ace Vergel en el paper principal.
Va dirigir la pel·lícula de 1997 Bandido, protagonitzada per Zoren Legaspi, Rando Almanzor i Dan Fernandez.
Piñon tornava a treballar amb Leo Fong i Fred Williamson amb qui havia treballat als anys 70, a la pel·lícula de 2005 Transformed. La pel·lícula tenia un tema cristià destacat. Es tractava de la pastora Debra (interpretada per Shirlee Knudson) que s'enfronta al despietat traficant de drogues Cholo (interpretat per Ken Moreno). La pel·lícula també té un tema de redempció, ja que durant el transcurs de la pel·lícula, Cholo es penedeix i troba Déu. La pel·lícula també fou protagonitzada per Xingu Del Rosario, Tadashi Yamashita, Stack Pierce i Jeremy Flynn.
Va ser entrevistat i va aparèixer al documental de 2010 Machete Maidens Unleashed!.

## Filmografia
- Gangsters Daw Kami! (1971)
- The Interceptors (1976)
- Enforcer from Death Row (1976)
- Blind Rage (1977)
- Sabotage 2 (1979)
- Oscar Ramos: Hitman (1987)
- Akyat Bahay Gang (1988)
- Seth Corteza (1996)
- Bandido (1997)
- Pakners (1997)
- Transformed (direct-to-video, 2005)